# ルイコフ一家

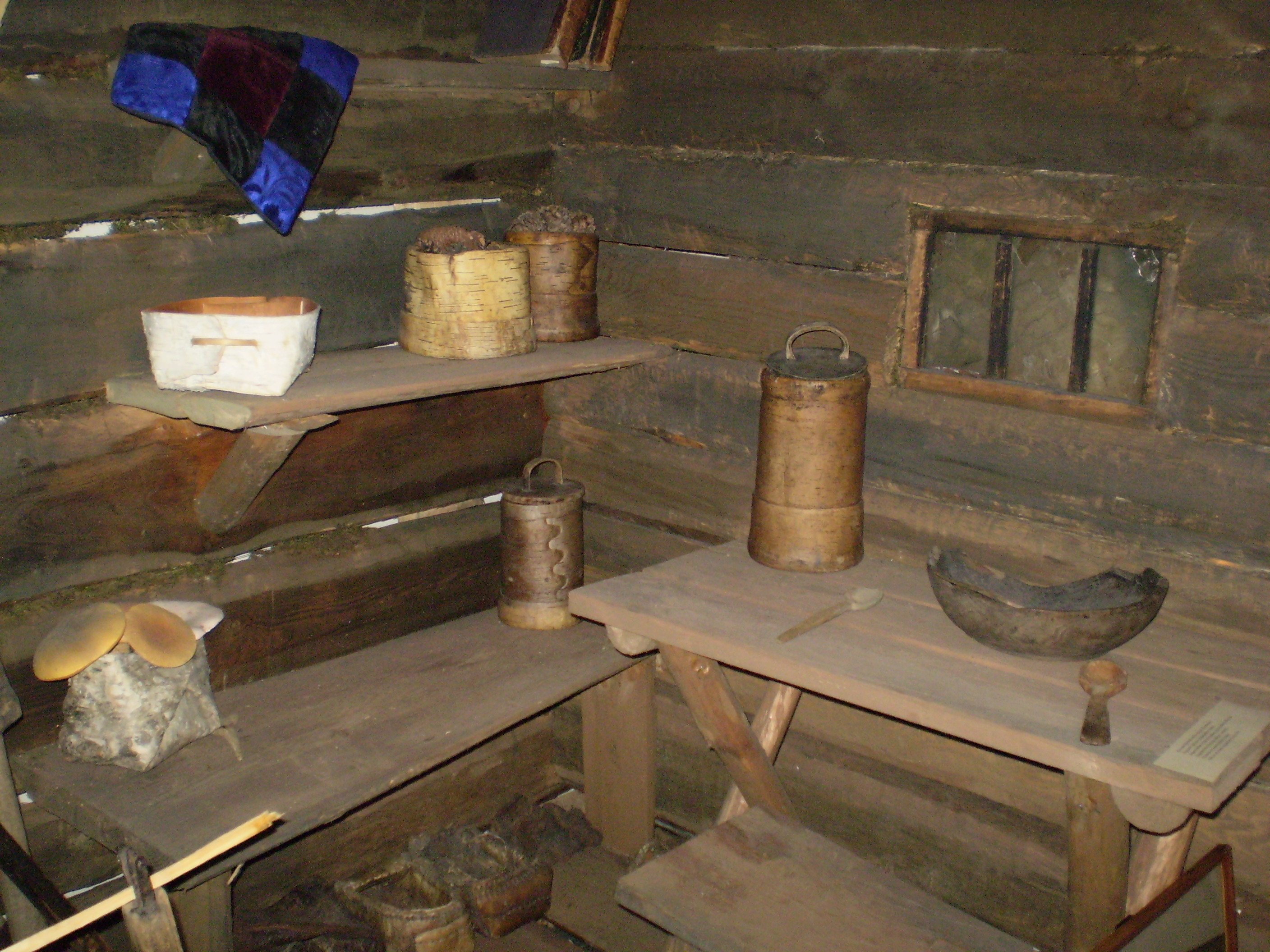
ルイコフ一家の品物。クラスノヤルスク人文博物館所蔵

ルイコフ一家（ルイコフいっか、ロシア語：Ли́кови）は、ソビエト連邦ロシア・ソビエト連邦社会主義共和国ハカス自治州のアバカン山脈で40年以上にわたり隠遁生活を送っていたとされた正教古儀式派信徒の家族。1930年代にルイコフ家は他の数家族と共に反宗教的なソビエト政権から逃れ、サヤン山脈のタイガ（密林）に入り、その後長く極めて孤立した生活を送った。1978年、大アバカン川を調査していた地理学者たちがルイコフ一家を「発見」したと大きく報道されたが、2019年の娘アガーフィアへのインタビューによれば、一家は地元民と一定レベルの交流があり、一家を見に観光客がやって来たり、1950年代には一家に関する新聞記事が出ていたことが明らかとなっている。彼らは古儀式派無司祭派のうちの小礼拝堂派（チャソヴェンヌィエ）の信徒だった。

## 家族構成
1978年の時点では5人家族だったが、もともとは6人家族だった。
- カルプ・オシポヴィチ　父
- アクーリナ・カルポヴナ　母
- ドミトリー　息子
- サヴィン　息子
- ナターリア　娘
- アガーフィア　娘

2022年8月現在はアガーフィア(1945年生まれ)のみが存命。アマン・トゥレーエフケメロヴォ州知事との交流が継続している。
2011年11月15日、正教古儀式派司祭派の一派であるロシア正教古儀式派教会のモスクワおよび全ルーシの府主教コルニーリイは、アガーフィアがロシア正教古儀式派教会に合流したと発表した。

## 教養
彼らは厳密な暦法計算を行い、正確なカレンダーを利用していた。アクーリナは詩篇の読み書きを全ての子どもに教えた。彼らは宗教書を大切に保管していた。

## 文明との接触
ジャーナリストであるワシーリー・ペスコフ（Песков, Василий Михайлович）は1982年以降頻繁にルイコフ家を訪れ、新聞「コムソモリスカヤ・プラウダ」に一連の記事を発表した。これらの記事は『アガーフィアの森』として出版され、再版を重ね、かつ英語、フランス語、ドイツ語、日本語をはじめとする9つの言語に翻訳されている。
1951年のハカス語ロシア語辞典の地理用語一覧には「ルイコフ一家の開墾地（Лыков иб）、（タシトゥイプ地区）」という言葉が記載されている。現在、この名称はハカス自然保護区の一区画の名称となっている。